# Březina u Křtin
Březina u Křtin (in tedesco Bscheschina) è un comune della Repubblica Ceca facente parte del distretto di Brno-venkov, in Moravia Meridionale.